# Tegtmeiers Erben

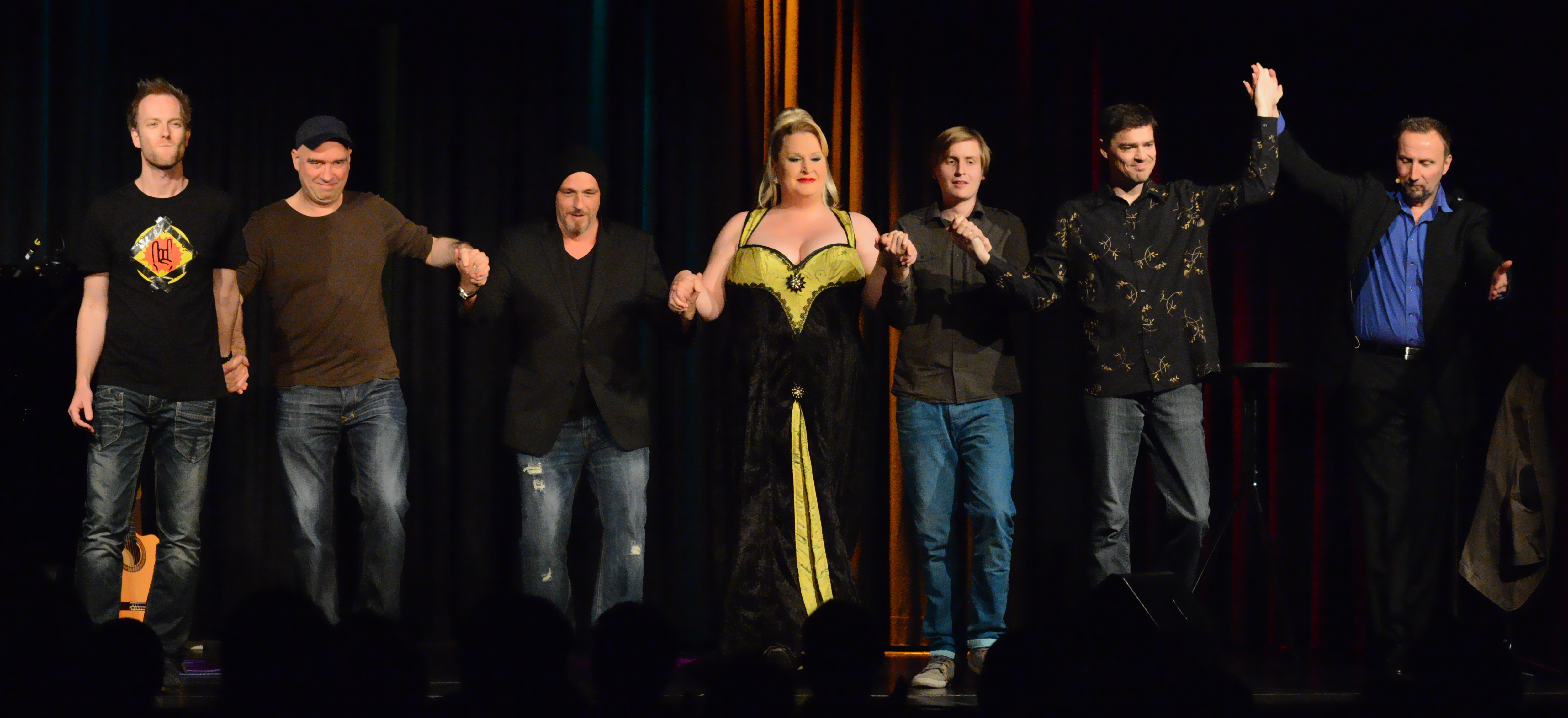
Tourneevorstellung von Tegtmeiers Erben 2013 in der Stadthalle Mülheim.
Von links nach rechts: Michael Krebs, HG. Butzko, Torsten Sträter, Daphne de Luxe, Till Reiners, Henning Schmidtke, Moderator Helmut Sanftenschneider

Tegtmeiers Erben ist ein seit 1997 von der Stadt Herne veranstalteter, „bundesweiter Wettbewerb für Bühnenoriginale“. Er findet im jährlichen Wechsel mit dem Satirepreis Stichwort statt. Der Wettbewerb ist benannt nach dem Ruhrgebiets-Kleinbürger Adolf Tegtmeier, der bekanntesten Figur des 1994 verstorbenen Schauspielers und Kabarettisten Jürgen von Manger.

## Ablauf
Ziel ist, einen aufstrebenden Wortkünstler zu finden, der in seiner Art, Originalität und Bühnenpräsenz in der Tradition des Volksschauspielers Jürgen von Manger steht. Als Preis-Symbol erhält der oder erhalten die Sieger einen Hamburger Elbsegler, eine Kappe, wie Adolf Tegtmeiers unverwechselbare Kopfbedeckung. Publikums- und Jurypreisträger erhalten das Original in Stoff, die Träger der undotierten Ehrenpreise einen etwa 8 kg schweren Abguss in Bronze. Veranstalter ist Stadt Herne gemeinsam mit der Kulturinitiative Herne und den Stadtwerken Herne. Jürgen von Mangers Witwe Ruth hat die dauerhafte Patenschaft für Tegtmeiers Erben übernommen.
Bis 2001 wurde der Wettbewerb ruhrgebietsweit ausgeschrieben. Bei öffentlichen Vorausscheidungen wurden von einer Jury jeweils sechs Finalisten für den Wettbewerb nominiert. Seit 2005 werden die Wettbewerber von einem Auswahlgremium nominiert; es wird bundesweit nach Kandidaten Ausschau gehalten.
Die dem Finale von 2001 bis 2013 vorgeschaltete Tour führte die Wettbewerber in das Ebertbad (bis 2003: Zentrum Altenberg in Oberhausen), die Zeche Carl in Essen, das Fritz-Henßler-Haus in Dortmund, den Bahnhof Langendreer in Bochum und den Ringlokschuppen in Mülheim an der Ruhr. Die Tournee wurde wegen zu hohen Koordinationsaufwandes schließlich abgeschafft.
Das Finale und die Preisverleihung fand bis 2009 in den Flottmann-Hallen in Herne statt. Ab 2011 wurde das Kulturzentrum in Herne zum Austragungsort des Finales und der Preisverleihung.
Es werden bis zu vier Preise vergeben. Der dotierte Jury- sowie der ebenfalls dotierte Publikumspreis (seit 2001) sowie zwei undotierte Ehrenpreise: Tegtmeiers Erben wird regelmäßig an einen herausragenden Künstler vergeben. Der Jürgen-von-Manger-Preis für ein Lebenswerk dagegen wird in unregelmäßigen Abständen verliehen. Außer mit der Kappe sind sowohl der Jury- als auch der Publikumspreis mit je 4000 Euro dotiert (bis 2001: Jurypreis 10.000 Mark, Publikumspreis 5.000 Mark).
Der Wettbewerb wurde moderiert durch Jürgen Uter (1997), Lioba Albus (1999) Jochen Malmsheimer (2001–2005), und Heinz Gröning (2007). Die Moderation an den Tourneeorten 2009 wurde von Helmut Sanftenschneider vorgenommen, das Finale 2009 wurde vom Ehrenpreisträger des Vorjahres Horst Schroth moderiert, die Laudation für den Ehrenpreisträger 2009 wurde von Fritz Pleitgen gehalten. Die Moderation 2011 und 2013 sowohl an den Tourneespielorten sowie beim Finale im Kulturzentrum in Herne übernahm wiederum Helmut Sanftenschneider, ebenso die Moderation 2015 und 2017.
Die Abschlussveranstaltung wurde in den letzten Jahren stets im WDR-Hörfunk übertragen.

## Preisträger
- 1997: H. M. Eickmann; Martin F. Risse; H.-P. Lengkeit; Tana Schanzara aus Bochum und Helge Schneider (Ehrenpreis)
- 1999: Stani aus Paderborn (Jurypreis); Missfits aus Oberhausen (Ehrenpreis)
- 2001: Hennes Bender (Publikums- & Jurypreis); Piet Klocke (Ehrenpreis); Hanns Dieter Hüsch (Ehrenpreis)
- 2003: Hagen Rether aus Essen (Jurypreis); Kai Magnus Sting aus Duisburg (Publikumspreis); Hape Kerkeling (Ehrenpreis)
- 2005: Olaf Schubert (Jurypreis); Christian Hirdes (Publikumspreis); Georg Schramm (Ehrenpreis)
- 2007: Chin Meyer (Jurypreis); Carolin Kebekus (Publikumspreis); Horst Schroth (Ehrenpreis); Gerhard Polt (Jürgen-von-Manger-Preis)
- 2009: Marco Tschirpke (Jurypreis); Dave Davis (Publikumspreis); Ludger Stratmann (Ehrenpreis)
- 2011: Matthias Reuter (Jurypreis); Sebastian Pufpaff (Publikumspreis); Urban Priol (Ehrenpreis); Jochen Busse (Jürgen-von-Manger-Preis)
- 2013: Henning Schmidtke (Jurypreis); HG. Butzko (Publikumspreis); Wilfried Schmickler (Ehrenpreis); Dieter Hallervorden (Jürgen-von-Manger-Preis)
- 2015: Friedemann Weise (Jurypreis); Özcan Coşar (Publikumspreis); Olli Dittrich (Ehrenpreis); Jürgen von der Lippe (Jürgen-von-Manger-Preis)
- 2017: C.Heiland (Jurypreis); René Sydow (Publikumspreis); Fritz Eckenga (Ehrenpreis), Laudatio durch Bernd Gieseking; Henning Venske (Jürgen-von-Manger-Preis), Laudatio durch Volker Pispers[2]
- 2019: Dortmunder Geierabend (Ehrenpreis), Thomas Gottschalk (Jürgen-von-Manger-Preis)
- 2021: Ina Müller (Ehrenpreis), Maren Kroymann (Jürgen-von-Manger-Preis)
- 2023: Nicole Jäger (Jurypreis); Ralf Senkel (Publikumspreis); Ina Müller (Ehrenpreis, Nachhol-Überreichung von 2021), Lilo Wanders (Jürgen-von-Manger-Preis)